# Piłka ręczna na Igrzyskach Panamerykańskich 2011 – turniej kobiet
Turniej piłki ręcznej kobiet na XVI Igrzyskach Panamerykańskich – szósty turniej kobiet w ramach igrzysk panamerykańskich rozegrany w dniach 15–23 października 2011 roku w meksykańskiej Guadalajarze w hali Gimnasio San Rafael.
Zawody te były eliminacją do turnieju piłki ręcznej rozgrywanego podczas Letnich Igrzysk Olimpijskich 2012 – bezpośredni awans uzyskiwały złote medalistki, finalistki zaś otrzymywały szansę gry w światowych turniejach kwalifikacyjnych.
Z rywalizacji zwycięsko wyszła reprezentacja Brazylii awansując do olimpijskiego turnieju. Srebrne medalistki, Argentynki, uzyskały natomiast prawo występu w światowym turnieju kwalifikacyjnym w maju 2012 roku. W takim turnieju wystartowały również zdobywczynie trzeciego miejsca – Dominikanki.

## System rozgrywek
W zawodach startowało wyłonionych we wcześniejszych eliminacjach osiem zespołów podzielonych na dwie grupy po cztery zespoły. Rozgrywki prowadzone były w pierwszej fazie systemem kołowym, po którym następowała faza play-off: dwie najlepsze drużyny z każdej grupy walczyły o miejsca 1–4, natomiast pozostałe o pozycje 5–8.
W przypadku równej liczby punktów przy ustalaniu pozycji w grupie brane były pod uwagę kolejno następujące kryteria:
- wynik bezpośredniego meczu między zainteresowanymi drużynami
- różnica bramek w bezpośrednich pojedynkach między zainteresowanymi drużynami
- większa liczba bramek zdobytych w pojedynkach między zainteresowanymi drużynami

## Losowanie
Losowanie odbyło się w Guadalajarze 21 lipca 2011 roku. Drużyny zostały podzielone do czterech koszyków według wyników osiągniętych w rozgrywkach międzynarodowych.
| Koszyk 1               | Koszyk 2              | Koszyk 3                        | Koszyk 4          |
| ---------------------- | --------------------- | ------------------------------- | ----------------- |
| - Brazylia - Argentyna | - Dominikana - Meksyk | - Portoryko - Stany Zjednoczone | - Urugwaj - Chile |

## Faza grupowa

### Grupa A
| 15 października 201115:00 | Argentyna | 35:26(18:8) | Portoryko | Gimnasio San Rafael, Guadalajara |
| 15 października 201115:00 |           | 35:26(18:8) |           | Gimnasio San Rafael, Guadalajara |

| 15 października 201120:00 | Meksyk | 18:17(8:7) | Chile | Gimnasio San Rafael, Guadalajara |
| 15 października 201120:00 |        | 18:17(8:7) |       | Gimnasio San Rafael, Guadalajara |

| 17 października 201115:00 | Chile | 20:28(8:20) | Argentyna | Gimnasio San Rafael, Guadalajara |
| 17 października 201115:00 |       | 20:28(8:20) |           | Gimnasio San Rafael, Guadalajara |

| 17 października 201118:00 | Portoryko | 22:23(15:13) | Meksyk | Gimnasio San Rafael, Guadalajara |
| 17 października 201118:00 |           | 22:23(15:13) |        | Gimnasio San Rafael, Guadalajara |

| 19 października 201115:00 | Portoryko | 28:26(17:15) | Chile | Gimnasio San Rafael, Guadalajara |
| 19 października 201115:00 |           | 28:26(17:15) |       | Gimnasio San Rafael, Guadalajara |

| 19 października 201120:00 | Argentyna | 24:14(8:7) | Meksyk | Gimnasio San Rafael, Guadalajara |
| 19 października 201120:00 |           | 24:14(8:7) |        | Gimnasio San Rafael, Guadalajara |

### Grupa B
| 15 października 201113:00 | Brazylia | 50:10(23:6) | Stany Zjednoczone | Gimnasio San Rafael, Guadalajara |
| 15 października 201113:00 |          | 50:10(23:6) |                   | Gimnasio San Rafael, Guadalajara |

| 15 października 201118:00 | Dominikana | 24:24(10:14) | Urugwaj | Gimnasio San Rafael, Guadalajara |
| 15 października 201118:00 |            | 24:24(10:14) |         | Gimnasio San Rafael, Guadalajara |

| 17 października 201113:00 | Stany Zjednoczone | 26:33(16:11) | Dominikana | Gimnasio San Rafael, Guadalajara |
| 17 października 201113:00 |                   | 26:33(16:11) |            | Gimnasio San Rafael, Guadalajara |

| 17 października 201120:00 | Urugwaj | 15:43(5:20) | Brazylia | Gimnasio San Rafael, Guadalajara |
| 17 października 201120:00 |         | 15:43(5:20) |          | Gimnasio San Rafael, Guadalajara |

| 19 października 201113:00 | Brazylia | 32:18(19:11) | Dominikana | Gimnasio San Rafael, Guadalajara |
| 19 października 201113:00 |          | 32:18(19:11) |            | Gimnasio San Rafael, Guadalajara |

| 19 października 201118:00 | Stany Zjednoczone | 24:36(12:17) | Urugwaj | Gimnasio San Rafael, Guadalajara |
| 19 października 201118:00 |                   | 24:36(12:17) |         | Gimnasio San Rafael, Guadalajara |

## Faza pucharowa

### Mecze o miejsca 5–8
|  | Półfinały | Półfinały         | Półfinały |  |  | Mecz o 5. miejsce | Mecz o 5. miejsce | Mecz o 5. miejsce |
|  |           |                   |           |  |  |                   |                   |                   |
|  | 1         | Portoryko         | 29        |  |  |                   |                   |                   |
|  | 4         | Stany Zjednoczone | 27        |  |  |                   |                   |                   |
|  |           |                   |           |  |  |                   | Portoryko         | 27                |
|  |           |                   |           |  |  |                   | Chile             | 31                |
|  | 2         | Urugwaj           | 30        |  |  |                   |                   |                   |
|  | 3         | Chile             | 32        |  |  | Mecz o 7. miejsce | Mecz o 7. miejsce | Mecz o 7. miejsce |
|  |           |                   |           |  |  |                   |                   |                   |
|  |           |                   |           |  |  |                   | Stany Zjednoczone | 23                |
|  |           |                   |           |  |  |                   | Urugwaj           | 30                |

| 21 października 201110:00 | Portoryko | 29:27(17:15) | Stany Zjednoczone | Gimnasio San Rafael, Guadalajara |
| 21 października 201110:00 |           | 29:27(17:15) |                   | Gimnasio San Rafael, Guadalajara |

| 21 października 201117:30 | Urugwaj | 30:32(18:15) | Chile | Gimnasio San Rafael, Guadalajara |
| 21 października 201117:30 |         | 30:32(18:15) |       | Gimnasio San Rafael, Guadalajara |

| 23 października 201110:00 | Stany Zjednoczone | 23:30(11:12) | Urugwaj | Gimnasio San Rafael, Guadalajara |
| 23 października 201110:00 |                   | 23:30(11:12) |         | Gimnasio San Rafael, Guadalajara |

| 23 października 201112:30 | Portoryko | 27:31(14:17) | Chile | Gimnasio San Rafael, Guadalajara |
| 23 października 201112:30 |           | 27:31(14:17) |       | Gimnasio San Rafael, Guadalajara |

### Mecze o miejsca 1–4
|  | Półfinały | Półfinały  | Półfinały |  |  | Finał             | Finał             | Finał             |
|  |           |            |           |  |  |                   |                   |                   |
|  | 1         | Brazylia   | 43        |  |  |                   |                   |                   |
|  | 4         | Meksyk     | 12        |  |  |                   |                   |                   |
|  |           |            |           |  |  |                   | Brazylia          | 33                |
|  |           |            |           |  |  |                   | Argentyna         | 15                |
|  | 2         | Argentyna  | 19        |  |  |                   |                   |                   |
|  | 3         | Dominikana | 18        |  |  | Mecz o 3. miejsce | Mecz o 3. miejsce | Mecz o 3. miejsce |
|  |           |            |           |  |  |                   |                   |                   |
|  |           |            |           |  |  |                   | Meksyk            | 31                |
|  |           |            |           |  |  |                   | Dominikana        | 33                |

| 21 października 201112:30 | Brazylia | 43:12(20:5) | Meksyk | Gimnasio San Rafael, Guadalajara |
| 21 października 201112:30 |          | 43:12(20:5) |        | Gimnasio San Rafael, Guadalajara |

| 21 października 201120:00 | Argentyna | 19:18(11:11) | Dominikana | Gimnasio San Rafael, Guadalajara |
| 21 października 201120:00 |           | 19:18(11:11) |            | Gimnasio San Rafael, Guadalajara |

| 23 października 201117:30 | Meksyk | 31:33(14:15) | Dominikana | Gimnasio San Rafael, Guadalajara |
| 23 października 201117:30 |        | 31:33(14:15) |            | Gimnasio San Rafael, Guadalajara |

| 23 października 201120:00 | Brazylia | 33:15(15:5) | Argentyna | Gimnasio San Rafael, Guadalajara |
| 23 października 201120:00 |          | 33:15(15:5) |           | Gimnasio San Rafael, Guadalajara |

## Klasyfikacja końcowa
| Miejsce | Reprezentacja     | Uwagi                          |
| ------- | ----------------- | ------------------------------ |
| złoto   | Brazylia          | awans: IO 2012                 |
| srebro  | Argentyna         | awans: kwalifikacje do IO 2012 |
| brąz    | Dominikana        | awans: kwalifikacje do IO 2012 |
| 4.      | Meksyk            | -                              |
| 5.      | Chile             | -                              |
| 6.      | Portoryko         | -                              |
| 7.      | Urugwaj           | -                              |
| 8.      | Stany Zjednoczone | -                              |

## Statystyki
Po zakończonym turnieju organizatorzy przedstawili statystyki dotyczące bramkarzy, zespołów, klasyfikacji fair play oraz statystyk indywidualnych.